# 男女6人夏物語
「男女6人夏物語」（だんじょろくにんなつものがたり）は、ケツメイシのメジャー13枚目・通算16枚目のシングル。2006年7月19日にトイズファクトリーよりリリース。

## 概要
前作「旅人」より3か月で発売された。楽曲の元ネタはテレビドラマの『男女7人夏物語』から来ている。
「男女6人夏物語」は傳田真央をゲストボーカルに迎えたデュエット曲で、大宮エリーが演出したミュージック・ビデオに市川由衣、杉本哲太、貫地谷しほり、黒川芽以、青木崇高、安居剣一郎が出演（メンバーも一部出演）。ドラマ仕立てとなっている。
市川と杉本は2005年放送のTBSテレビ『H2〜君といた日々』で親子役で共演しており、青木、貫地谷も出演していた。
封入特典として原作：吉田大蔵、作画：玉越博幸の漫画が収録された。

## 収録曲
全作詞・作曲：ケツメイシ
1. 男女6人夏物語
  - 編曲：YANAGIMAN
2. 夏とビールとロックンロール
  - 編曲：YANAGIMAN
3. あなたに冷やし中華
  - 編曲：NAOKI-T
  - 歌詞は冷やし中華の作り方。テレビ番組「ミュージックステーション」内のコーナーであるMトピで、本当に作った。
4. 君にBUMP〜スカイメイシMIX〜（Remix by：NAOKI-T）